# Panguna
Panguna is een stad en, inmiddels gesloten, kopermijn in Papoea-Nieuw-Guinea. Het is gelegen op het eiland Bougainville, 30 km  (hemelsbreed 15 km) ten zuidwesten van het stadje Arawa.
Tijdens de sluiting van de mijn op 15 mei 1989 was het de grootste dagbouwmijn in de wereld. De mijn was ook een belangrijke katalysator van de onrust in Bougainville in de jaren 70 en 80.
Anno 2019 is de mijn nog steeds gesloten. De koperwinning is steeds gepaard gegaan met grote schade aan het milieu in de omgeving van de mijn. Een groot gebied rondom de mijn is zeer ernstig chemisch vervuild. De milieuschade, die hersteld moet worden, de kwesties rond de vraag, wie van de winsten van de koperwinning mag profiteren, en de politieke instabiliteit van het intussen onafhankelijke Bougainville, vormen drie redenen voor grote mijnbouwconcerns, om de exploratie van de hier aanwezige delfstoffen nog niet opnieuw ter hand te nemen.
Op luchtfoto's is een 1-4 km  brede strook ontbost, kaal gebied zichtbaar, waar water doorheen stroomt. De strook doorsnijdt Bougainville van oost naar west, van de Panguna-mijnbouwlocatie tot aan de westkust. Mogelijk is dit een, als gevolg van de koperwinning,  ecologisch dode zone.